# Grofovija Sonnenberg
Waldburg-Sonnenburg bio je grofovija smještena na jugoistoku Baden-Württemberga u Njemačkoj oko Sonnenburga u Tirolu. Waldburg-Sonnenburg nastao je diobom Waldburga, a anektirala ga je Austrijsko Nadvojvodstvo 1511. godine.